# 菅谷真一
菅谷 真一（菅谷眞一、すがや しんいち、1937年〈昭和12年〉3月4日 - 2012年〈平成24年〉12月20日）は、日本の政治家。東京都港区長（2期）。

## 来歴
茨城県出身。日本大学法学部卒業。卒業後は東京都港区役所に入る。区役所では防災、職員、総務の各課長と企画部長を務めた。
1992年（平成4年）港区長山田敬治の死去に伴う区長選挙に立候補し、初当選する。1986年（平成8年）に再選。港区長を2期務め、2000年（平成12年）に区長を引退した。2007年（平成19年）春の叙勲で旭日双光章受章。2012年12月20日死去、75歳。死没日をもって正六位に叙される。